# Kwame Kwei-Armah
Kwame Kwei-Armah (Hillingdon, Londres, 24 de marzo de 1967) es un actor, dramaturgo, cantante y locutor británico, reconocido por interpretar al paramédico Finlay Newton en la serie de la BBC Casualty de 1999 a 2004 y por su labor en el teatro del Reino Unido.

## Biografía
Nacido como Ian Roberts en Hilligdon, Londres, obtuvo reconocimiento en el drama televisivo Casualty, en el que interpretó el papel del paramédico Finlay Newton entre 1999 y 2004. Paralelamente apareció en diversas obras teatrales y en 2005 se convirtió en el segundo británico de color en tener una obra de teatro en el West End de Londres. Su premiada obra, Elmina's Kitchen, se trasladó al Garrick Theatre ese mismo año.
Fue nombrado Oficial de la Orden del Imperio Británico en 2012 por sus servicios al teatro. Fue además rector de la Universidad de las Artes de Londres de 2011 a 2015 y director artístico del teatro Center Stage de Baltimore, en Estados Unidos, de 2011 a 2018. En 2018 se convirtió en director artístico del Teatro Young Vic de Londres, sucediendo a David Lan.

## Filmografía destacada

### Cine
- The Lorax – Mtambo (voz)

### Teatro
- Big Nose (1999)
- Blues Brother Soul Sister (1999)
- Elmina's Kitchen (2003)
- Fix Up (2004)
- Seize the Day (2009)
- Let There Be Love (2010)
- Beneatha's Place (2013)
- One Love: The Bob Marley Musical (2015)

### Televisión
- Casualty (1999–2004)
- Walter's War (2008)
- Robin Hood (2006)